# Mandarine (film)
Mandarine (gruzinsko მანდარინები, estonsko Mandariinid) je estonsko-gruzinski vojni dramski film iz leta 2013, ki ga je režiral, koproduciral in zanj napisal scenarij Zaza Urušadze. V glavnih vlogah nastopajo Lembit Ulfsak, Elmo Nüganen, Miheil Meshi, Giorgi Nakašidze in Raivo Trass. Dogajanje je postavljeno v čas Vojne v Abhaziji v letih 1992 in 1993 ter predstavlja moralni pogled na jedro spora, spravo in pacifizem. Snemanje je potekalo v gruzinski pokrajini Gurija.
Film je bil premierno prikazan 17. oktobra 2013 v gruzinskih kinematografih in je naletel na dobre ocene kritikov. Kot estonski kandidat je bil nominiran za oskarja za najboljši mednarodni celovečerni film na 87. podelitvi. Skupno je prejel dvanajst nagrad in osem nominacij na svetovnih filmskih festivalih.

## Vloge
- Lembit Ulfsak kot Ivo
- Giorgi Nakašidze kot Ahmed
- Elmo Nüganen kot Margus
- Miheil Meshi kot Nika
- Raivo Trass kot Juhan
- Zura Begališvili kot Aslan